# František Storch
František Storch (13. září 1850 Žiželice – 21. prosince 1924 Zbraslav) byl český právník a rektor Univerzity Karlovy. Náležel k předním představitelům české vědy trestního práva.

## Život a dílo
V letech 1861 až 1869 absolvoval gymnázium v Hradci Králové a v Praze. V roce 1875 byl povýšen na doktora práv. V letech 1875 až 1879 byl koncipientem finanční prokuratury, potom koncipistou a do roku 1885 tajemníkem zemského výboru Království českého. Roku 1878 se na pražské universitě habilitoval pro české i německé přednášky z oboru trestního práva a roce 1879 i z oboru trestního řízení. Po rozdělení university na českou a německou se stal na české univerzitě v roce 1884 mimořádným profesorem zmíněných oborů, od roku 1890 vykonával tuto funkci jako řádný profesor. V letech 1891–1892 byl děkanem právnické fakulty a v letech 1904–1905 byl rektorem Karlovy univerzity. V roce 1891 byl zvolen mimořádným členem České akademie cís. Františka Josefa pro vědy, slovesnost a umění.
Monumentálním dílem bylo jeho Řízení trestní rakouské (I. díl v Praze, 1883–87, II. díl t., 1896–97), v němž se nejen podává celkový obraz rakouského trestního řízení, ale přihlíží se i k obsáhlým cizím literaturám a praxi, takže „spis ten jest velmi důležitou pomůckou nejen theoretikovi, nýbrž i praktikovi“. Ve spise Vyručení obviněného z vazby vyšetřovací (Rozpr. Čes. akad., tř. I., roč. IV., č. 2., 1895) vykládal autor instituci vyručení podle platného práva rakouského a podává její historické základy. Výraz „vyručení“ vzat jest z právních pramenů českých. Četné jsou Storchovy práce v časopisech: Právník, Sborník věd právních a státních, Allgem. oesterr. Gerichtszeitung, Gerichtshalle, Juristische Blätter, Oesterr. Centralblatt für die jurist. Praxis, Zeitschrift für das Privat- und öffentl. Recht der Gegenwart a v Ottově slovníku naučném. Také do Mischler-Ulbrichova Oesterr. Staatsworterbuch (2. vyd.) přispěl článkem Pressrecht.